# Neolophonotus obtectocolis
Neolophonotus obtectocolis là một loài ruồi trong họ Asilidae. Neolophonotus obtectocolis được Londt miêu tả năm 1985. Loài này phân bố ở vùng nhiệt đới châu Phi.